# 弗雷德里克·米沙拉克
弗雷德里克·米沙拉克（法語：Frédéric Michalak；1982年10月16日—）是一位法國橄欖球運動員。他是法國國家橄欖球隊的一員，代表法國參加了2015年世界盃橄欖球賽。